# Vanikoro striatus
Vanikoro striatus là một loài ốc biển rất nhỏ, là động vật thân mềm chân bụng sống ở biển trong họ Vanikoridae.